# Helmond Sport
Helmond Sport je nizozemský fotbalový klub z města Helmond, který byl založen roku 1967 odštěpením z bankrotujícího profesionálního klubu Helmondia '55. Hřištěm klubu je Lavans Stadion s kapacitou 4 200 diváků. Klubové barvy jsou červená a černá.

## Historie
V sezóně 1981/82 vyhrál klub nizozemskou druhou ligu Eerste Divisie. V ročníku 1984/85 se probojoval do finále nizozemského fotbalového poháru, kde podlehl brankou v závěru utkání 0:1 týmu FC Utrecht.
Klub působil 2 sezóny i v Eredivisie, v současnosti (rok 2013) však hraje ve druhé lize Eerste Divisie (od sezóny 1984/85).

## Logo
Logo klubu je kruhové, uprostřed něj je stylizovaná postava fotbalisty běžícího za míčem. Levá polovina znaku je černá, pravá červená. Pod kruhem je vodorovný text HELMOND SPORT (slovo Helmond je v černé barvě, Sport pak v červené).

## Úspěchy
- Eerste Divisie: 1× vítěz (1981/82)[2]
- Nizozemský fotbalový pohár: 1× finalista (1984/85)[4]

## Známí hráči
- Sergio van Dijk
- Gerrie Dijkstra
- Rein van Duijnhoven
- Hennie Hollink
- Ovidiu Stinga
- Marc van Hintum
- Jevhen Levčenko
- Harry Lubse
- Esad Razić
- Wim Rijsbergen
- Jerry Taihuttu
- Otto Versfeld
- Harald Wapenaar
- John de Wolf
- Orlando Smeekes
- Ricardo Moniz